# Cracks (film)
Cracks è un film del 2009 diretto da Jordan Scott, figlia di Ridley Scott, all'esordio nella regia di un lungometraggio cinematografico, tratto da un romanzo del 1999 di Sheila Kohler.
Ambientato in un collegio inglese negli anni trenta, racconta le vicende di una giovane e conturbante professoressa di nuoto, Miss G, e delle sue allieve.

## Trama
St. Mathilda's School, Stanley Island, Inghilterra, 1934. Miss G insegna alle sue allieve libertà e anticonformismo, ma la sua apparente sicurezza è messa alla prova dall'arrivo di una nuova allieva, aristocratica e coraggiosa, completamente immune al fascino che l'insegnante esercita sulle altre ragazze. La nuova arrivata, Fiamma, dovrà scontrarsi con l'ostilità e la gelosia delle sue compagne, soprattutto la volitiva Di, e con le attenzioni sempre più opprimenti dell'insegnante.